# Oncești (okręg Bacău)
Oncești – wieś w Rumunii, w okręgu Bacău, w gminie Oncești. W 2011 roku liczyła 288 mieszkańców.